# Relations entre la Hongrie et la Turquie
La Hongrie a une ambassade à Ankara, un consulat général à Istanbul ainsi que des consulats à Antalya, Izmir, Adana, Kütahya, Kayseri, Tekirdağ et Kocaeli. L'ambassade turque se situe à Budapest.
Les deux pays sont membres du Conseil de l'Europe, de l'OCDE, de l'OSCE et de l'OMC. La Hongrie est un membre de l'Union européenne et la Turquie est candidate à l'adhésion européenne. La Hongrie a le statut d'observateur au Conseil Turcique, c'est d'ailleurs le seul pays occidental a en être membre.

## Histoire
En octobre 2019, malgré la position officielle de l'Europe qui réclamait l'arrêt immédiat des opérations dans le nord de la Syrie, le ministre des affaires étrangères hongrois Peter Szijjarto a soutenu l'offensive turque. Selon lui, la chose la plus importante était de protéger les intérêts hongrois et d'empêcher l'immigration. Il a ajouté que la Hongrie travaillerait volontiers avec la Turquie si cela pouvait aboutir à la création du zone de sécurité pour reloger les familles qui avaient quitté la Syrie.

## La candidature turque à l'Union Européenne
La Hongrie a apporté son soutien à la Turquie dans la procédure d'adhésion à l'Union Européenne depuis que le pays en est lui-même devenu un membre en 2004. Cette tendance hongroise ne s'est pas inversée au fil des gouvernements, qu'ils soient de droite ou de gauche.
En 2018 le premier ministre hongrois Viktor Orbán a affirmé que l'Union Européenne n'avait "pas été sincère" avec la Turquie concernant ses efforts mis en œuvre en vue de la procédure d'adhésion. Viktor Orbán a exhorté l'UE à décider si elle voulait ou non une "coopération complète et profonde" avec la Turquie.

### Opinion publique
Selon un sondage Eurobaromètre en 2005, 51% des hongrois interrogés se disaient favorables à une entrée de la Turquie dans l'UE, contre 39% en moyenne à l'échelle européenne. 75% des interrogés ont aussi déclaré que la Turquie était partie intégrante de l'Europe. Selon le sondage, la proportion d'avis favorables était la même peu importe la couleur politique.

## Économies
En 2018, le commerce entre les deux pays pesait 2 milliards et 551 millions de dollars. Concernant la Turquie, le pays exporte pour un 1156 millions de dollars et importe pour 1395 millions de dollars de produits hongrois. Les exportations turques en Hongrie sont notamment produits de l'industrie automobile, des équipements mécaniques, des produits transformés et alimentaires. Les importations turques sont des produits de même nature que les précédents, en plus du d'essence et de bétail.
Selon un rapport des autorités turques datant de 2018, 81 entreprises hongroises sont en activité en Hongrie. Les domaines d'activités de ces dernières sont surtout centrés autour du commerce, du tourisme, de l'énergie, de la chimie, de l'industrie du verre et alimentaire. Les investissements directs des entreprises hongroises en Turquie entre 2002 et 2018 représentent 29 millions de dollars. Concernant les investissements d'entreprises turques en Hongrie durant la même période, ceux-ci s'élèvent à 58 millions de dollars. Les entreprises turques investissaient notamment dans le domaine du textile, de la construction, de la bijouterie et de l'industrie alimentaire.